# Cel (animació)

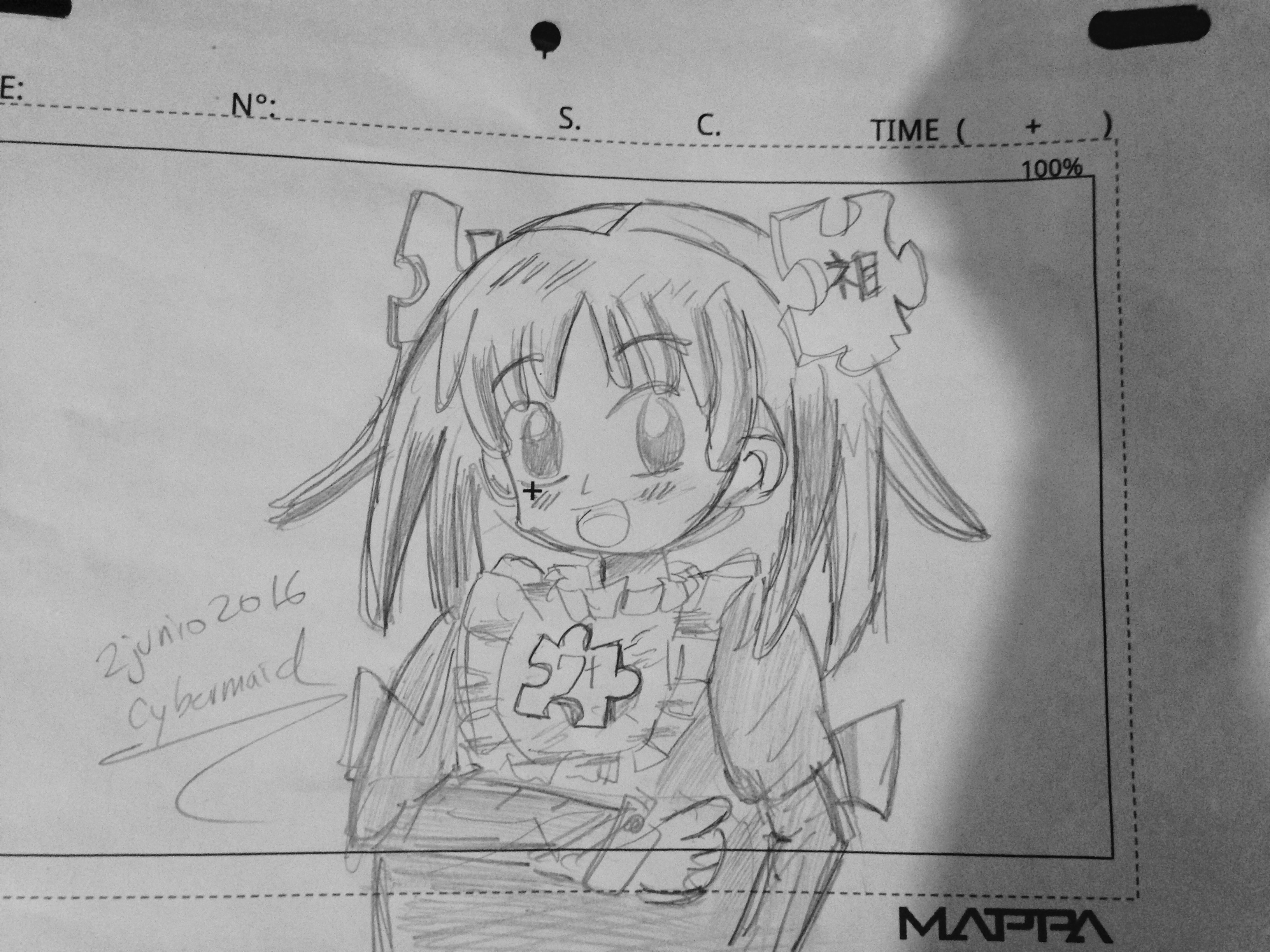
Exemple d'un anime cel amb un dibuix a llapis.

Cel (セル画, seru-ga) anomenat anime cel, és un full semitransparent usat per al dibuix previ al procés d'animació. S'utilitza en la indústria de l'animació tradicional, on cada full representa un fotograma; el següent pas en el procés és utilitzar una taula de temps, que indica la posició d'un cel en la seqüència animada. El cel·luloide es va utilitzar durant la primera meitat de segle xx, però a causa de la seva condició inflamable, va ser substituït per un compost d'acetat de cel·lulosa. Amb el constant creixement de l'animació per ordinador, l'ús de cels s'ha anat abandonant poc a poc. Els estudis Disney van deixar d'usar cels en els seus dibuixos animats el 1990, quan va arribar un programa d'animació per ordinador a substituir-los.

## Tècnica

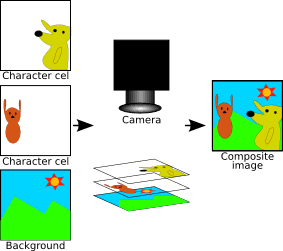
Il·lustració de l'acomodament de cels per compondre una escena, amb dos personatges dibuixats en dos cels superposats sobre un fons.

Els personatges són dibuixats en un cel. Un cop acabat el dibuix, en producció s'agrega un fons estàtic fet per separat. Això ajuda reduint el nombre de vegades que una imatge ha de ser redibuixada i dividir el treball de forma més eficient. Earl Hurd és considerat l'inventor d'aquesta tècnica, quan va patentar el procés en l'any 1914.
El dibuix acabat era acolorit per separat a mà o usant tècniques diferents; els estudis d'animació Production IG fins a 1999 seguien usant cels per a la majoria de les seves animacions i pintaven a mà els seus treballs; per a les línies i la definició final de l'escena, des de 1960 s'usa la xerografia. Un altre important avanç en la tècnica va ser el procés de foto-transferència, vist per primera vegada en The Black Cauldron el 1985.

## Altres usos
Els cels usats en producció usualment són venuts o descartats un cop el procés d'animació finalitza; els preus poden variar depenent de la popularitat o qualitat de la sèrie o producció animada. Alguns cels no són usats en el treball de producció, sinó que es creen especialment com edicions limitades o artwork que s'inclou quan es publica una edició especial de el projecte produït. Alguns cels únics han estat venuts per milers de dòlars. Un d'ells, una panoràmica de Qui ha enredat en Roger Rabbit, mostrant a tots els personatges, va ser venut el 1989.
Disney Stores ven cels de producció de diversos projectes de dibuixos animats, a més dels fons originals usats. Els estudis d'animació i els productors d'anime també solen incloure cels o artwork original en edicions especials o com a elements promocionals de el projecte, estudis com Sunrise o Gonzo van canviar a l'animació digital però segueixen fent servir cels per alguns dels seus projectes. Al Japó s'ofereixen cels de producció o d'edició limitada; botigues com Mandarake i el lloc de Yahoo! Japan Auctions ofereixen cels originals en compra directa o per mitjà de subhastes.